# 山梨県立宝石美術専門学校
山梨県立宝石美術専門学校（やまなしけんりつ ほうせきびじゅつせんもんがっこう）とは、山梨県甲府市の専修学校。設置者は山梨県であり、日本で唯一の装身具（ジュエリー）を取扱う公立系専修学校である。
山梨県の地場産業である宝石装飾の人材育成のために作られた学校であり、卒業生はその後数年の産業経験ののちジュエリーマスター認定制度の認定を経て装飾品職人になる。

## 沿革
- 1973年（昭和48年） - 学校の基本構想が発表される。
- 1977年（昭和52年） - 基本構想策定委員会の答申により設置が認可される。
- 1981年（昭和56年） - 甲府市東光寺町1955-1に開校。専門課程（全日制）2学科20名、一般課程（定時制）2学科20名、研究科10名以内。
- 1989年（平成元年） - この年の入学者より学科再編。専門課程が3学科30名に増員される。
- 1993年（平成5年） - この年の入学者より学科再編。一般課程の学科区分廃止。
- 1994年（平成6年） - 専修学校設置基準改定により卒業生に対し専門士の称号付与。
- 1996年（平成8年） - この年の入学者より学科再編。専門課程を45名、研究科を15名に増員し、新たに「科目等履修生」を設置。一般課程を5名に減員。
- 2007年（平成19年） - この年の入学者より学科再編。専門課程を1学科50名とし、一般課程に代わり夜間制の高度技術専門コースを設置。研究科を廃止。
- 2010年（平成22年） - 校舎を甲府市中心部の複合ビル「ココリ」7・8階に移転。

## 設置学科
- ジュエリー学科（3年）
- 高度技術専門コース（夜間、既に産業経験をしている者が対象）

## 施設
- コンピューター室
- 宝石加工室
- 貴金属加工室
- デザイン室
- 精密測定室

## 交通
- 甲府駅より徒歩10分

自動車で来校の場合、ココリ内3 - 5階の一般用駐車場を利用することになる（6階は上層階の住居者専用のため利用不可）。なお、一般用駐車場は有料であるほか、学校とエレベーターで直結していないため、階段を使うか1階を経由する必要がある。

## 批評
- 公立で学費が安い一方、「自習時間が少ない」「海外研修が無い」等の意見が新聞で取り上げられたことがある。[1]